# Вернуться в игру
«Верну́ться в игру́» (англ. Back in the Game) — американский телесериал, созданный Марком Калленом и Роббом Калленом, с Мэгги Лоусон и Джеймсом Кааном в главных ролях. В центре сюжета находится бывший игрок софтбола, чья карьера рухнула после рождения ребёнка и развода с мужем. Теперь она воспитывает сына со своим отчуждённым отцом, который когда-то и сделал из неё спортсменку. Сериал транслировался на канале ABC в восемь тридцать вечера, после ситкома «Бывает и хуже», с 25 сентября по 11 декабря 2013 года.
1 ноября 2013 года ABC объявил, что закрыл сериал после одного сезона в пользу других новинок.

## Производство
В начале сентября 2012 года ABC купил сценарий пилотного эпизода, написанного братьями Марком Калленом и Роббом Калленом, а 25 января 2013 года канал дал зелёный свет на съёмки пилотного эпизода, а Гленн Фикарра и Джон Рекуа были приглашены на место его режиссёров.
10 мая 2013 года ABC дал пилоту зелёный свет и заказал съёмки сериала для трансляции в телесезоне 2013/14 годов. За несколько недель до премьеры ABC выложил в интернет полную версию пилотного эпизода для онлайн-просмотра.
Оставшиеся три эпизода, которые были сняты с эфира после закрытия сериала, вышли онлайн 23 февраля 2014 года.

### Кастинг
Кастинг на центральные роли начался в феврале 2013 года. 11 февраля было объявлено, что Мэгги Лоусон будет играть ведущую роль в проекте, а неделей ранее Джеймс Каан подписался на участие в пилоте в роли отца её героини. Последним дополнением к основному актёрскому составу стала Ленора Кричлоу, с ролью подруги главной героини.

## Актёры и персонажи
- Джеймс Каан — Терри «Кэннон» Гэннон
- Мэгги Лоусон — Терри Гэннон-младшая
- Бенжамин Колдык — Дик Слимбог
- Гриффин Глюк — Дэнни Гэннон
- Ленора Кричлоу — Джиджи Фернандес-Ловетт
- Купер Рот — Дэвид
- Джей Джей Тота — Майкл Ловетт
- Кеннеди Уэйт — Ванесса
- Брэндон Сельгадо-Телис — Дадли Дуглас